# Aguriahana flava
Aguriahana flava är en insektsart som beskrevs av Chiang, Hsu och Knight 1989. Aguriahana flava ingår i släktet Aguriahana och familjen dvärgstritar.
Artens utbredningsområde är Taiwan. Inga underarter finns listade i Catalogue of Life.